# Yves Maréchal
Pour les articles homonymes, voir Maréchal.
 (juillet 2015).
Si vous disposez d'ouvrages ou d'articles de référence ou si vous connaissez des sites web de qualité traitant du thème abordé ici, merci de compléter l'article en donnant les références utiles à sa vérifiabilité et en les liant à la section « Notes et références ».
Yves Maréchal, né le 3 février 1962 à Besançon, est un biathlète, ensuite entraîneur de biathlon et de ski nordique handisport français. 
Il a par la suite réintégré l’administration des douanes françaises à Pontarlier.

## Carrière
Il fait ses débuts dans les années 1970 mais il devra attendre 1980 pour pouvoir entrer en équipe nationale de biathlon (FFS) où il gagnera une sélection olympique aux Jeux de Sarajevo en 1984. Il devient ensuite entraîneur national de biathlon pour la FFS de 1987 à 1995 puis avec les handisports de 1997 à 2006.
Il a contribué avec ses collègues et son ami David Moretti, à aider le biathlon à se développer. Il fait sa formation[Laquelle ?] en Allemagne de l'Est à Oberhof puis en Union soviétique à Minsk. 
Avec la FFS, il fait partie des meilleures nations au monde en tir biathlon (1991/1992), trouvera des séances originales et novatrices d'entrainement[réf. nécessaire] pour acquérir avec les équipes Hommes A et B ou Juniors hommes et dames des médailles mondiales, olympiques et globe de cristal. 
Avec la FFH, il effectue multiples tâches : préparateur physique, entraîneur de tir, technicien ski, manager, organisateur de deux coupes du monde dans son fief du Val de Mouthe, directeur technique fédéral de la commission nordique handisport.  Il acquiert avec ses athlètes, guides et collègues une multitude de médailles mondiales, olympiques, globe de cristal.
Que ce soit avec la FFS ou la FFH, il travaille en étroite collaboration avec de grandes marques et participe à l'évolution des paraffines utilisées sous les skis pour la glisse. Il est considéré comme un maître technicien du fartage. Il trouve à plusieurs reprises des compositions de fartage ou de structures que bien des nations ont enviées[réf. nécessaire] ; il contribue à la création des nouvelles crosses allégées avec l'entreprise Sanseigne de Pontarlier.[réf. nécessaire].
Il a été consultant lors des Jeux Paralympiques de Sochi en 2014.
Afin de mieux vendre le biathlon, il crée pendant plusieurs années, une collection de tee-shirts aux thèmes du Biathlon/évolution. Avec l'entreprise Sanseigne, il propose les premières crosses de carabines allégées en lamellé-collé, avec le lycée Julague de Besançon et entreprise de micro mécanique, il fabrique des structureuses, racloirs, rings ultras fins, avec CDM, il construit une luge nordique handisport accessible a tous, il trouve un nouveau système de bretelle de tir pour les non et mal voyants[réf. nécessaire].

## Palmarès
- 11e aux championnats du monde junior 1982 à Minsk.
- 9e de l'individuel d'Oslo en Coupe du monde, son meilleur résultat individuel[3].
- 10e en relais aux Championnats du monde 1986[4].
- Il est médaillé d'or jeunesse et sport promotion du 1er janvier 2007